# 石鼓乡 (岳池县)
石鼓乡，是中华人民共和国四川省广安市岳池县曾经下辖的一个乡。2019年12月，撤销石鼓乡，将其所属行政区域划归镇裕镇管辖。

## 行政区划
石鼓乡撤销前下辖以下地区：
歹溪村、万鼓桥村、石鼓锤村、酢坊村、石鼓村、高屋基村、沈拱桥村、八角村和田坝村。